# Nachal Hoga
Nachal Hoga (hebrejsky: נחל הוגה) je vádí v jižním Izraeli.
Začíná v nadmořské výšce cca 180 metrů východně od vesnice Nir Akiva v severní části Negevské pouště. Směřuje pak k severozápadu mírně zvlněnou krajinou, která díky intenzivnímu obhospodařování a zavlažování z velké části ztratila pouštní charakter a tvoří přechod k pobřežní krajině Šefela. Míjí pahorek Tel Mifsach. Okolí vádí je prostoupeno sítí zemědělských sídel jako Nir Moše, od kterého sem ústí vádí Nachal Mašlim, nebo Dorot, u kterého od východu přijímá vádí Nachal Dorot. Vádí rovněž míjí soukromý ranč rodiny bývalého izraelského premiéra Ariela Šarona Chavat Šikmim, za kterou sem od jihu ústí vádí Nachal Selek a Nachal Bal'at. Pak se z východu přibližuje k městu Sderot. U něj sem od jihozápadu ústí vádí Nachal Azur a od východu Nachal Dašaš. Potom se stáčí k severu a poblíž vesnice Or ha-Ner zleva ústí do vádí Nachal Šikma, které jeho vodu odvádí do Středozemního moře.